# Peristylus superanthus
Peristylus superanthus är en orkidéart som beskrevs av Jeffrey James Wood. Peristylus superanthus ingår i släktet Peristylus och familjen orkidéer. Inga underarter finns listade i Catalogue of Life.